# Omar Colmenares
Omar Colmenares (Maracay, 13 de diciembre de 1945) es un exfutbolista venezolano. Apodado «Pulpo», jugó en cuatro partidos con la selección de fútbol de Venezuela entre 1967 y 1975. También formó parte de la escuadra de Venezuela para el Campeonato Sudamericano de 1967 celebrada en Uruguay. En su carrera jugó con los clubes venezolanos Tiquire Flores, Valencia y Estudiantes de Mérida.
Tras retirarse fue técnico del Aragua Fútbol Club en 2004 y 2007, y a su vez, formó parte del cuerpo técnico de la selección femenina de fútbol de Venezuela entre 2013 y 2018, a su vez, formó parte del plantel femenino del Aragua Fútbol Club.